# 共青城站
共青城站，位于中华人民共和国江西省九江市共青城市，是京九铁路、昌九城际铁路上的火车站，现由中国铁路南昌局集团管辖。

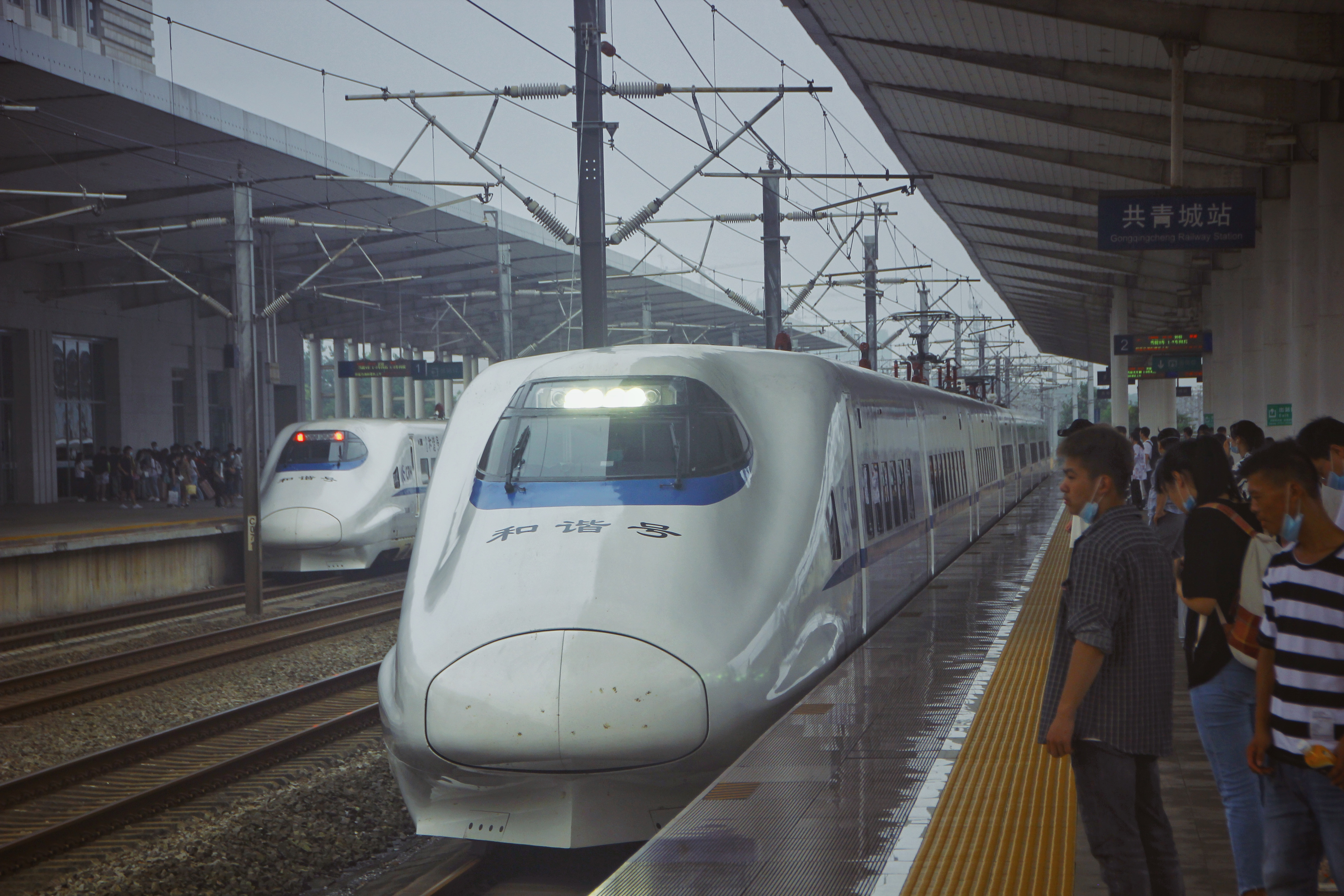
一列CRH2A停靠在共青城站

## 历史
车站始建于1991年，1996年9月随京九铁路开通而启用，2010年完成改扩建。

## 外部連結
- 维基共享资源上的相關多媒體資源：共青城站